# 차크라 (자바스크립트 엔진)
차크라(Chakra)는 마이크로소프트가 마이크로소프트 엣지 웹 브라우저용으로 개발한 자유-오픈 소스 자바스크립트 엔진이다. 인터넷 익스플로러에 사용되는 동일한 이름의 차크라 J스크립트 엔진의 포크이다. EdgeHTML 브라우저 엔진처럼 선언된 의도는 "살아있는 웹"을 반영하는 것이다. 차크라의 코어 구성 요소는 차크라코어(ChakraCore)로 오픈 소스화되었다.